# Hormigón a la vista

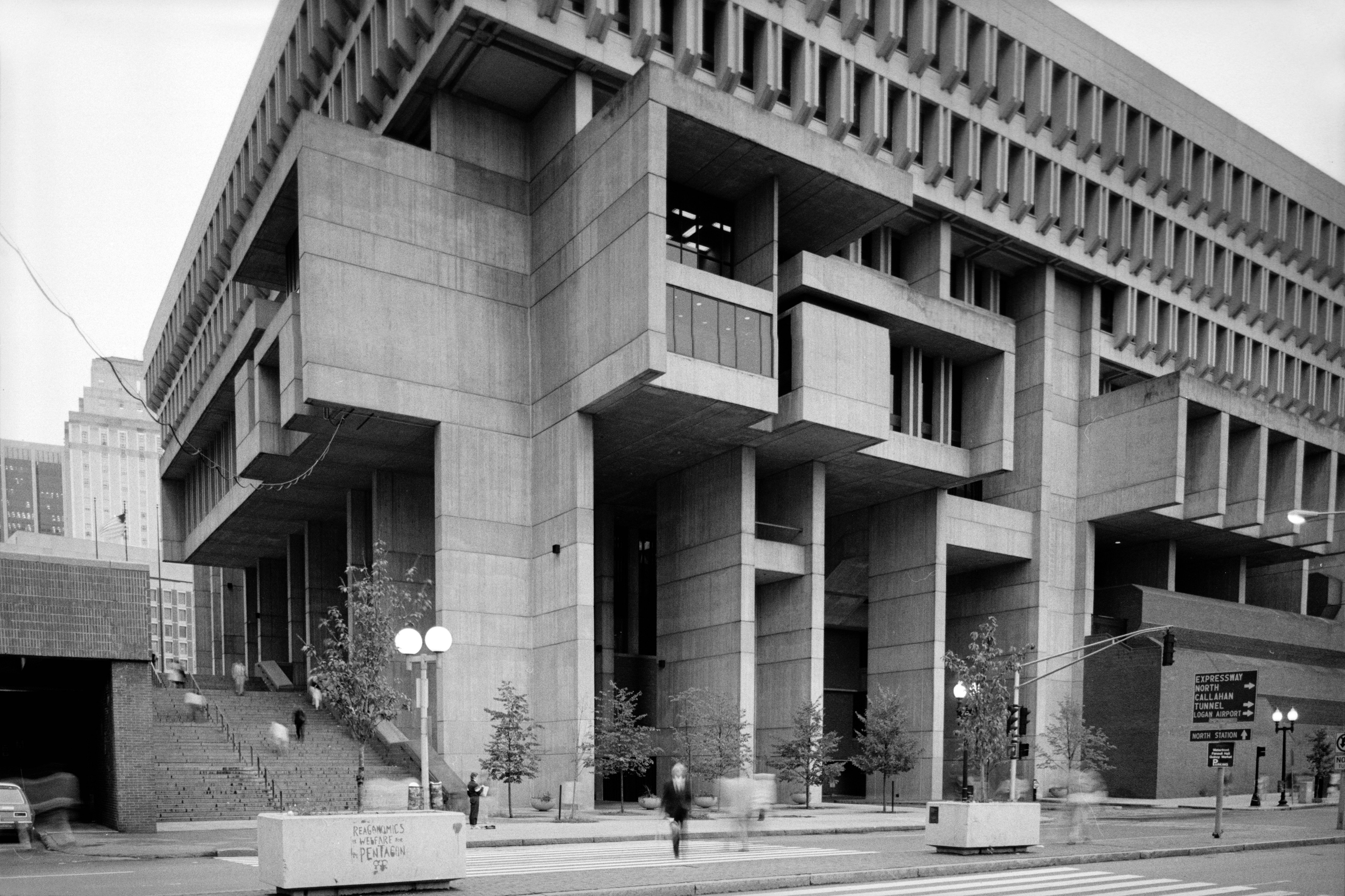
El Ayuntamiento de Boston (1968), un ejemplo de brutalismo que usa el béton brut.

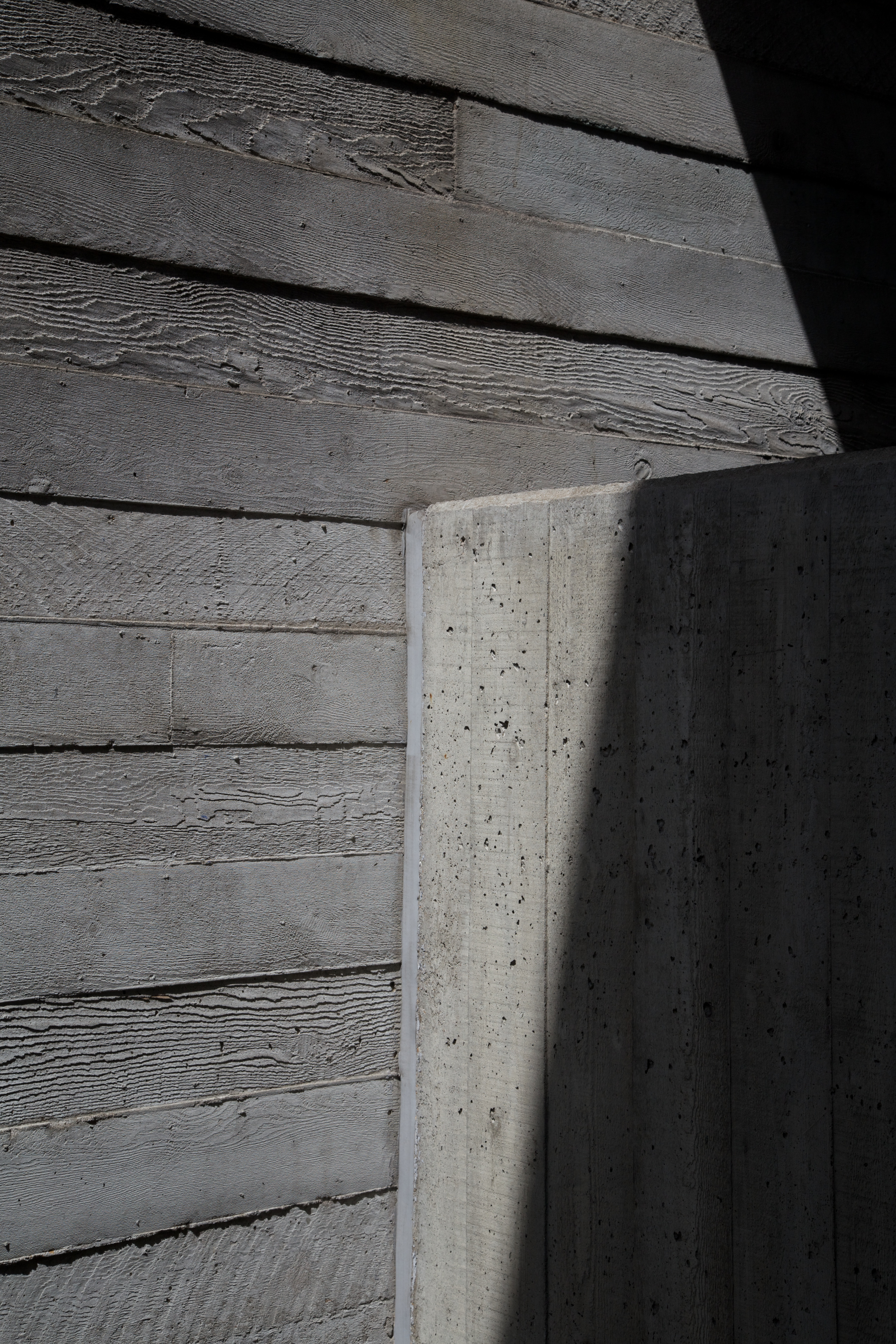
Detalle del Royal National Theatre (1976).

El hormigón a la vista, también llamado hormigón en bruto o, por el término francés, béton brut (pronunciación en francés: /betɔ̃ bʁyt/), es una expresión que se usa para designar al hormigón que se deja sin acabar después de fraguar, mostrando los patrones y las marcas que le imprime el encofrado. El béton brut no es un material en sí mismo, sino más bien una expresión arquitectónica del hormigón.

## Historia

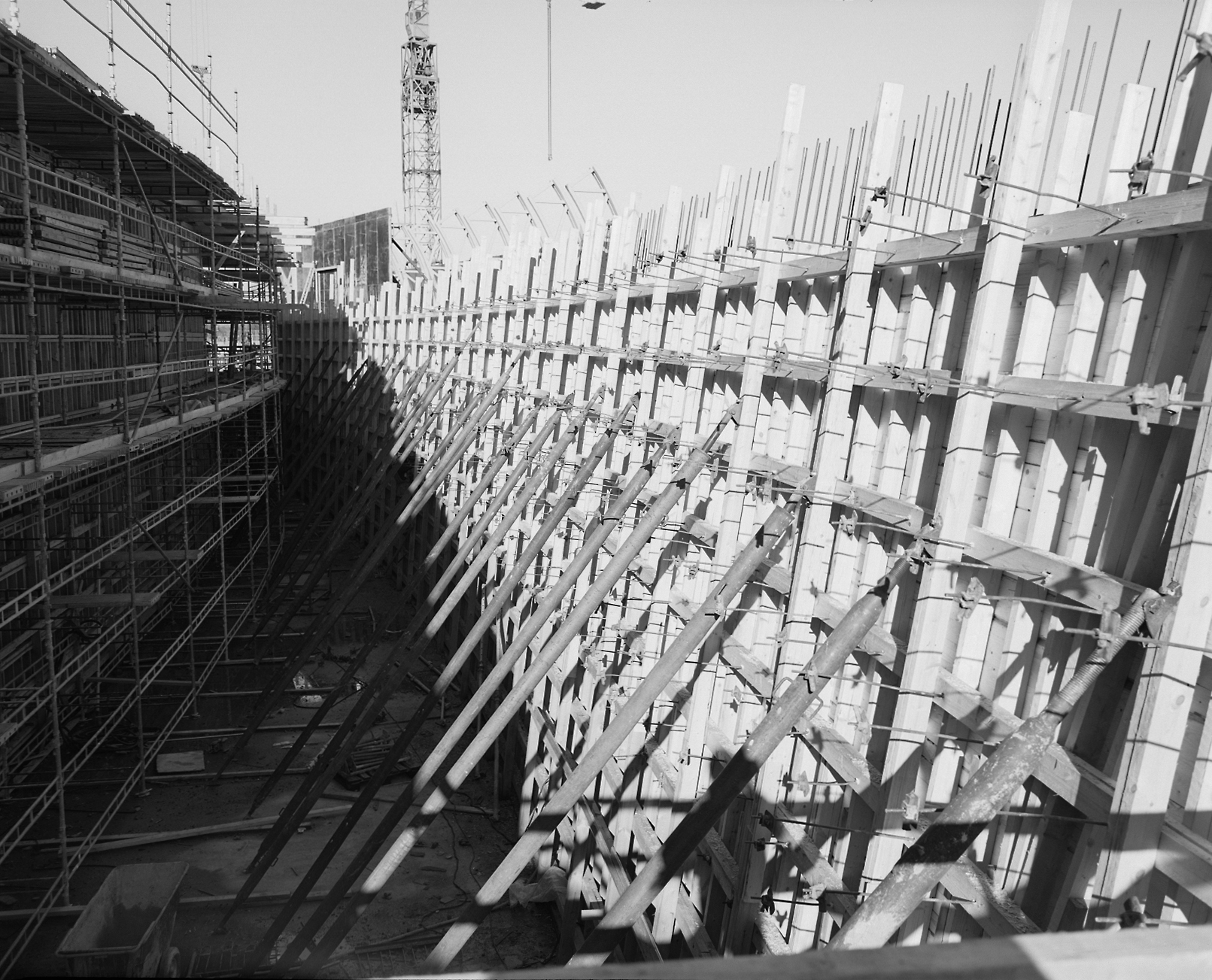
Ejemplo de encofrado de hormigón con tablas de madera.

Los pioneros en el uso del béton brut fueron los arquitectos modernos como Auguste Perret o Le Corbusier. Le Corbusier acuñó el término béton brut durante la construcción de la Unité d'Habitation de Marsella (Francia), completada en 1952. El término empezó a difundirse ampliamente cuando el crítico de arquitectura británico Reyner Banham lo asoció con el brutalismo en su libro de 1966 The New Brutalism: Ethic or Aesthetic? («El nuevo brutalismo: ¿ética o estética?»), en el que describía un conjunto de nuevos diseños arquitectónicos, particularmente en Europa.
El béton brut se hizo popular entre los arquitectos modernos, lo que llevó al auge del estilo brutalista, que tuvo su punto álgido entre las décadas de 1950 y 1970. El brutalismo tiene su base en la filosofía de la arquitectura moderna, que promueve la honestidad de los materiales, lo que se consigue con su expresión en bruto. La esencia de esta filosofía estriba en las imperfecciones del béton brut, lo que deriva de la idea de crear una estética basada en la exposición de los componentes de un edificio, incluida la estructura, el cerramiento y los sistemas mecánicos. El resultado es la visibilidad de las marcas y métodos de construcción del encofrado usado para moldear el hormigón. Esta forma de hormigón también forma parte del expresionismo estructural, que surgió a medida que las estructuras de acero se hicieron más avanzadas y rentables.

## Fabricación

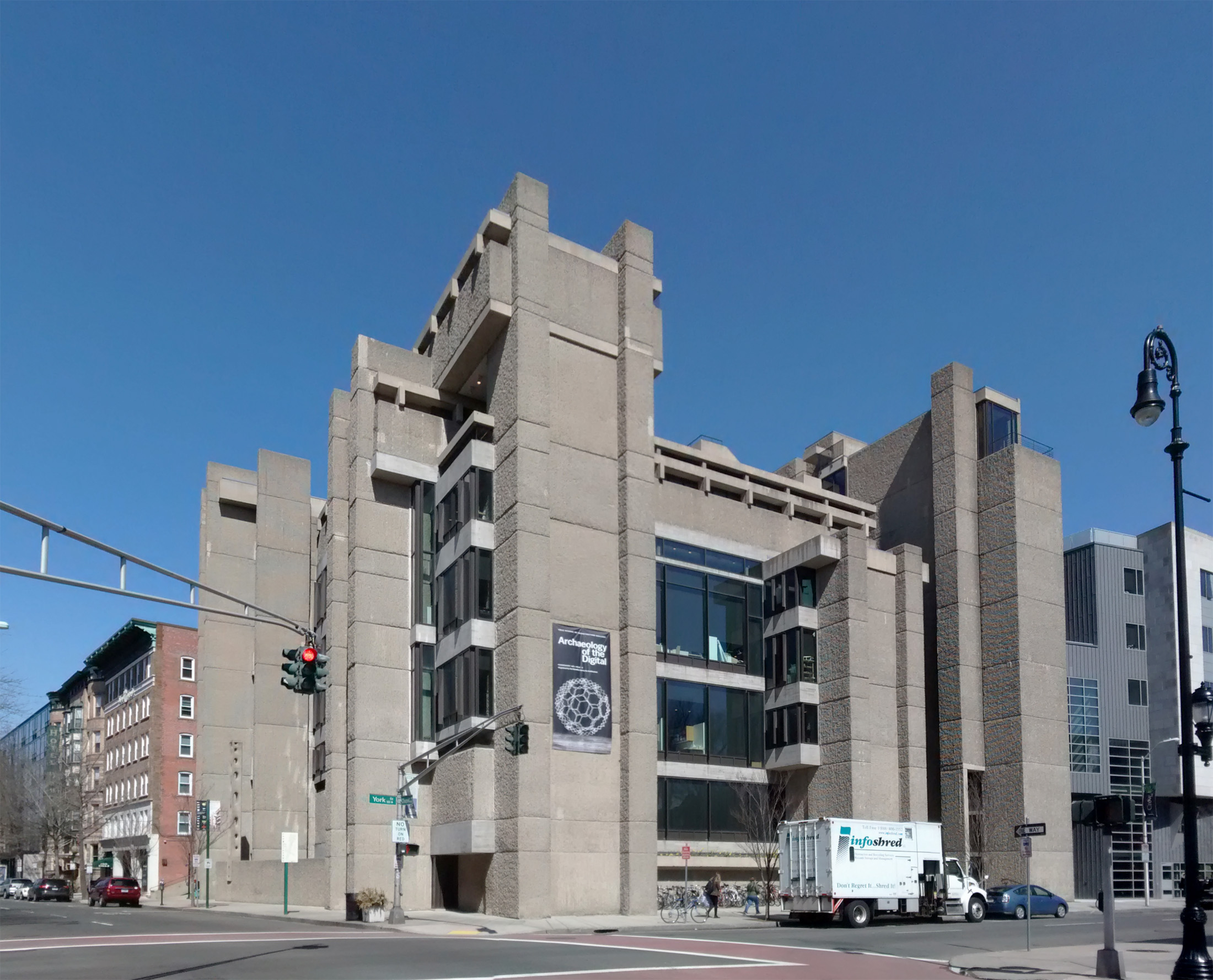
El Rudolph Hall (1963), Escuela de Arquitectura de la Universidad Yale.

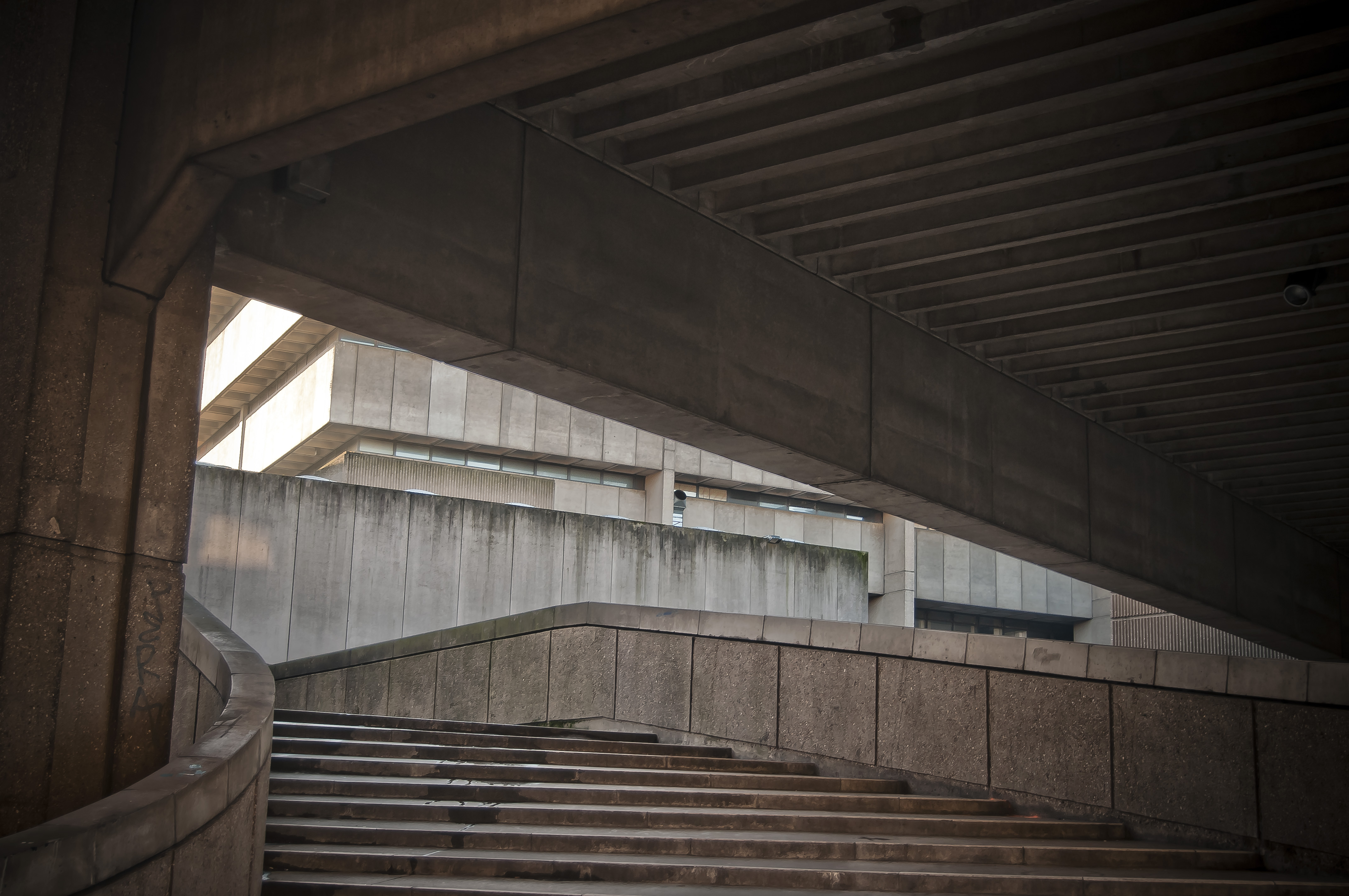
La Biblioteca Central de Birmingham (1974).

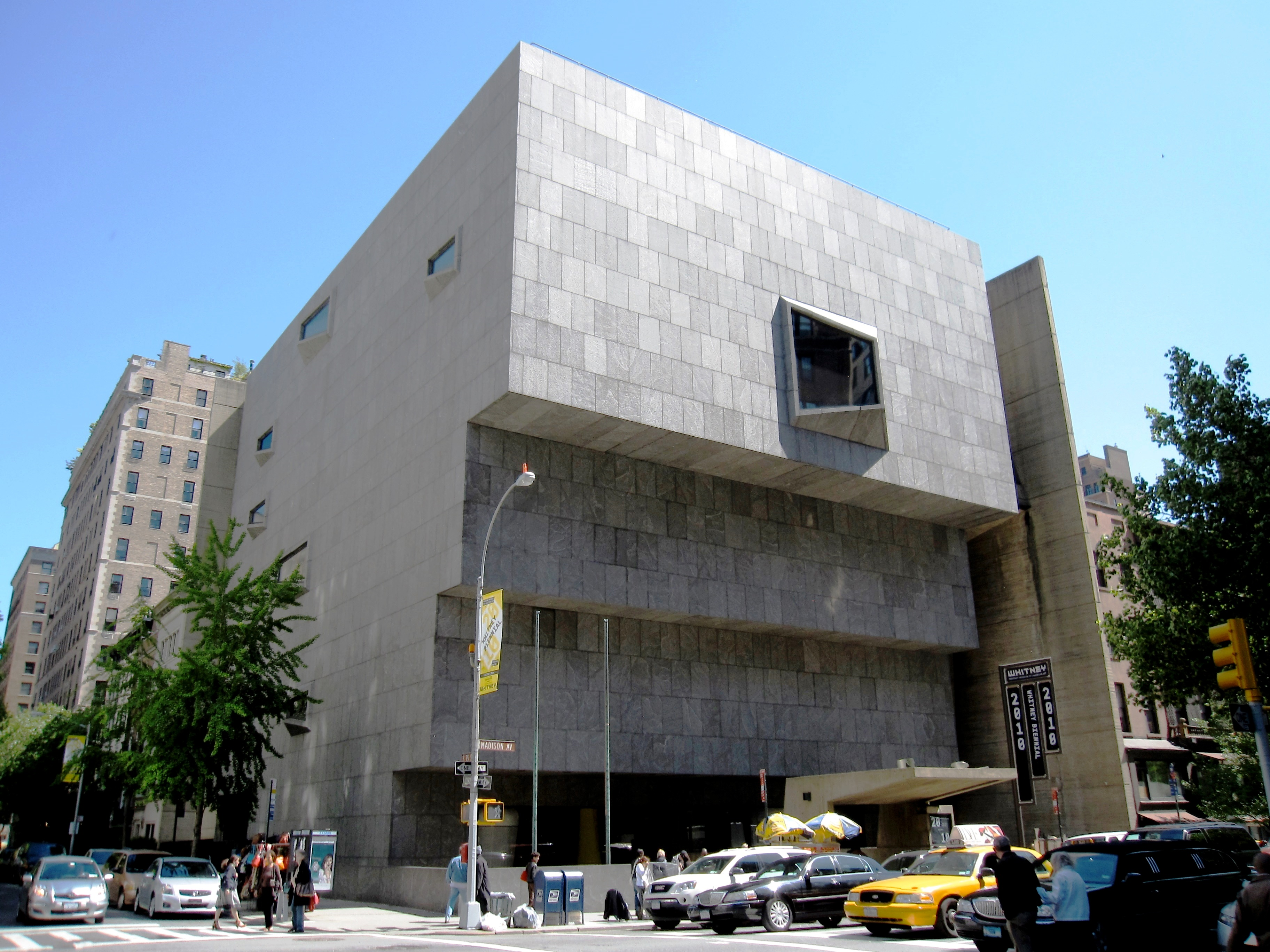
El antiguo edificio del Whitney Museum of American Art.

Después de fraguar, habitualmente el hormigón recibe un tratamiento de acabado que suaviza su superficie, eliminando cualquier imperfección. En el caso del béton brut, sin embargo, el hormigón se deja sin acabar, conservando así el patrón dejado por el encofrado. El encofrado es la estructura en la que se vierte el hormigón fresco para que fragüe y adquiera la forma deseada. La estética de las superficies de hormigón puede ser modificada usando diferentes revestimientos del encofrado; por ejemplo, encofrado de tableros, encofrado liso, forro, encofrado con moldes, rollos con filtros, etc. El tipo de material utilizado para crear el encofrado (por ejemplo, vidrio, madera, acero, etc.) también tiene efectos en el resultado final. Cuando Le Corbusier acuñó el término, se estaba refiriendo específicamente al hormigón con marcas de tablones que usó para construir muchos de sus edificios en la posguerra de la Segunda Guerra Mundial.
Cuando se usan tablas de madera para construir el encofrado, el hormigón adquiere su textura a medida que fragua, lo que da lugar a una textura final en el hormigón que se asemeja a la madera. Es importante usar el mismo tipo de madera durante toda la obra, especialmente en edificios grandes en los que los tablones pueden ser usados varias veces, ya que la madera absorbe la humedad, lo que puede afectar al color final del hormigón. Se pueden crear otros patrones usando encofrados de metal con texturas, o bien martillando el resultado. El hormigón con textura de madera es todavía popular en el paisajismo, especialmente en algunos países de Europa Occidental.
También se pueden usar técnicas de procesamiento de la superficie para crear la estética del béton brut, como en el caso de las superficies de hormigón lavado, el hormigón fotográfico o las superficies acidificadas. En concreto, el hormigón armado de alta calidad, logrado dejando suficiente espacio entre el encofrado y las barras de refuerzo para que el hormigón fluya libremente, se llama Sichtbeton en alemán y cemento a vista en italiano, términos que pueden traducirse como «hormigón a la vista».

## Ejemplos
- Iglesia de Nuestra Señora de Le Raincy (1922–23), de Auguste Perret
- Unité d'Habitation
- Habitat 67, de Moshe Safdie, en Montreal (Canadá)
- Casa Reinanzaka (1924), de Antonin Raymond
- Lado este del campus de la Universidad de Illinois en Chicago, de Walter Netsch de Skidmore, Owings & Merrill
- Evergreen State College
- Rudolph Hall (Escuela de Arquitectura de la Universidad Yale), en New Haven (Connecticut)
- Iglesia de Sainte-Bernadette-du-Banlay, de Claude Parent, en Nevers (Francia)
- Ayuntamiento de Boston, en Boston
- Royal National Theatre, en Londres
- Salón del Canciller Tunku, en la Universidad de Malaya
- Entrada principal al Memorial de Guerra de la Fortaleza de Brest, en Bielorrusia
- Memorial de Ilinden, en Macedonia del Norte
- Universidad de Massachusetts Dartmouth, de Paul Rudolph